# Trebinje (gmina Kuršumlija)
Trebinje (cyr. Требиње) – wieś w Serbii, w okręgu toplickim, w gminie Kuršumlija. W 2011 roku liczyła 49 mieszkańców.